# Френк Вінсент
Френк Вінсент (англ. Frank Vincent; 15 квітня 1937 — 13 вересня 2017) — американський актор.

## Біографія
Френк Вінсент народився 4 серпня 1939 року в Норт-Адамс, штат Массачусетс, в італо-американській родині; у нього сицилійські й неаполітанські коріння. Виріс у Джерсі-Сіті, штат Нью-Джерсі. Батько, Френк Вінсент Гаттузо-старший, був ковалем, але в подальшому став бізнесменом. У Френка є двоє братів: Нік і Джиммі, і зведена сестра, Френ. Вивчав музику в гімназії Сент-Паулс (англ. St Paul's Grammar School), грав на барабанах, трубі й фортепіано.

## Кар'єра
Починав кар'єру як музикант, але, через деякий час отримав роль у фільмі «Колекціонер смертей» (1976), де також знявся його друг Джо Пеші. Френк був помічений режисером Мартіном Скорсезе, і в подальшому знявся в трьох його фільмах: «Скажений бик» (1980), «Славні хлопці» (1990) і «Казино» (1995). Після цих ролей за Френком Вінсентом закріпився образ гангстера — людей такого типу йому найчастіше доводиться грати. Серед інших його знаменитих ролей — безжалісний нью-йоркський мафіозі Філ Леотардо у кримінально-драматичному телесеріалі «Клан Сопрано». За цю роль Френк у 2008 році, разом з іншими акторами, був відзначений премією Гільдії кіноакторів США в категорії «найкращий акторський склад в драматичному серіалі».
Френк Вінсент помер 13 вересня 2017 року в США під час операції на серці.

## Особисте життя
Дружина Кетлін, троє дітей.

## Фільмографія
- 1976 — Колекціонер смертей / The Death Collector
- 1980 — Скажений бик / Raging Bull
- 1983 — Крихітко, це ти / Baby It's You
- 1983 — Легкі гроші / Easy Money
- 1986 — Розумники / Wise Guys
- 1990 — Славні хлопці / Goodfellas
- 1990 — Вуличний мисливець / Street Hunter
- 1991 — Тропічна лихоманка / Jungle Fever
- 1991 — Смертельні думки / Mortal Thoughts
- 1995 — Казино / Casino
- 1996 — Готті / Gotti
- 1996 — Тільки вона єдина / She's the One
- 1997 — Поліцейські / Cop Land
- 2004—2007 — Клан Сопрано / The Sopranos
- 2009 — Чиказькі похорони / Chicago Overcoat
- 2010 — Вулиця Малберрі / Mulberry St.